# Erik Sætter-Lassen
Erik Sætter-Lassen (født 15. juli 1892 i Gilleleje, død 24. december 1966 i Helleruplund) var en dansk konkurrenceskytte og OL-medaljetager. Han deltog ved ved fire olympiske lege: 1920, 1924, 1936 og 1948. Han stillede op for skytteforeningen Heimdal i København.

## Idrætskarriere
Ved sin OL-debut i 1920 i Antwerpen var han tilmeldt i fem konkurrencer: i 300 m militærriffel stående og liggende (individuelt) og stående for hold samt 50 m smalløbet riffel stående, individuelt og for hold. Han stillede dog ikke op i liggende militærriffel. I stående militærriffel blev han nummer fire individuelt med 54 point. Han var sammen med tre andre i omskydning om bronzemedaljen, men sluttede her næstbedst med 51 point. Holdkammeraten Lars Jørgen Madsen vandt i øvrigt sølvmedalje i denne disciplin. I holdkonkurrencen i samme disciplin vandt Danmark guld med 266 point (de fem danske deltageres resultater fra den individuelle konkurrence); udover ham og Madsen bestod holdet af Anders Petersen, Anders Peter Nielsen og Niels Larsen, og de opnåede i alt 266 point. USA og Sverige fik begge 255 point, og USA fik sølv, da de havde den højeste individuelle score af de to nationer. I 50 m smalløbet riffel, stående, opnåede han 378 point, samme score som Lars Jørgen Madsen, men bortset fra de tre medaljevindere kendes scorerne kun for nogle af de øvrige deltagere, så hans præcise placering kendes ikke. I holdudgaven af samme disciplin blev danskerne nummer fire, blot fire point efter nordmændene på tredjepladsen.
Ved VM i skydning 1922 vandt han guld i 300 m militærriffel, liggende, samt bronze i holdkampen i 300 m militærriffel, tre positioner.
Ved legene i 1924 i Paris deltog Sætter-Lassen igen i 50 m smalløbet riffel, denne gang liggende, og her blev han med 393 point delt nummer fire. I riffel, 600 m, liggende, scorede han 75 point og blev delt nummer 46, og i riffelholdkampen på tre distancer var han en del af det danske hold, der blev nummer seks.
Ved VM i 1925 var han igen bronze i holdkampen i militærriffel, 300 m i tre positioner, og ved VM i 1927 var han med til at vinde sølv i holdkampen i fri pistol på 50 m.
Næste gang, han deltog i OL, var i 1936 i Berlin, hvor han stillede op i 25 m silhuetpistol. Konkurrencen foregik på den måde, at man i første serie fik otte sekunder til affyring af hver af tre runder à seks skud. Alle, der ramte plet på alle 18 skud, gik videre til en ny runde à seks skud, hvor der nu var 6 sekunder, dernæst 4, 3 og 2 sekunder. Sætter-Lassen ramte alle 18 i første runde, men havde en forbier i anden, og var dermed ude og sluttede som nummer 22 blandt 53 deltagere. Desuden deltog han i 50 m smalløbet riffel, liggende, hvor han med 293 point endte på en delt 15. plads.
Efter anden verdenskrig deltog Sætter-Lassen som 56-årig en sidste gang ved OL i 1948, og her stillede han kun op i én disciplin, 50 m smalløbet riffel, liggende, hvor han med 588 point blev nummer 32.

## Organisatorisk karriere
Organisatorisk var Erik Sætter-Lassen en markant person i dansk skydesport, idet han var formand for Dansk Skytte Union (DSU) i 22 år. Kort inden hans død blev der oprettet en hæderspris i Sætter-Lassens navn: Erik Sætter-Lassens Vandrekæde, der af DSU gives til en markant skytte, og efter hans død gav hans enke en pokal, der fik navnet Erik Sætter-Lassens Lederpokal, der uddeles til en leder, der har gjort en stor indsats inden for skydesporten.